# Albion (planetka)
(15760) Albion, dříve provizorně označen 1992 QB1, je první objevené transneptunické těleso po Plutu a Charonu. Roku 1992 ho na observatoři Mauna Kea na Havaji objevili američtí astronomové Davidem Jewittem z Havajské univerzity a Jane Luuová z Kalifornské univerzity v Berkeley. Nyní je řazeno mezi tzv. klasická tělesa Kuiperova pásu, kterým se také podle jeho označení (QB1, anglická výslovnost [kjuː biː wʌn]IPA) přezdívá kubewana.
Objevitelé původně zamýšleli těleso pojmenovat Smiley jako humornou narážku na George Smileyho, fiktivního hrdinu ze špionážních románů Johna le Carré, z nichž jeden v té době Jane Luuová četla. Tento nápad byl však záhy opuštěn, neboť se ukázalo, že stejné jméno již nese planetka (1613) Smiley, pojmenovaná po americkém astronomovi Charlesi Smileym.
Těleso nakonec zůstalo až do roku 2018 nepojmenované. V lednu 2018 bylo pojmenované Albion podle mytologické postavy z díla Williama Blakea.